# Ashot Msaker
Ashot IV Bagratuni, (in armeno Աշոտ Դ Բագրատունի?), anche noto come Ashot Msaker (Աշոտ Մսակեր), cioè Ashot il Carnivoro (VIII secolo – 826), è stato un principe armeno.

## Biografia
Ashot IV era figlio di Smbat VII Bagratuni, sparapet e principe d'Armenia, e di una principessa mamikone.
Come molti nobili armeni, suo padre morì nel corso della battaglia del Bagrevand (25 aprile 775) e il califfo nominò principe d'Armenia il ribelle Tatjat Antzévatsi. Mentre gli Ardzruni combattevano il nuovo principe, Achot e suo fratello Sapouh, alle prese con azioni di guerriglia contro gli Arabi, s'impossessarono delle proprietà di Mamikoni e Kamsarakan. Ashot divenne così principe del Taron, succedendo a suo zio Chmouel Mamikonian, fino a quando suo fratello divenne principe di Tayk.
Nell'806, per contrastare gli Ardzruni, divenuti troppo potenti, e per tentare un avvicinamento tra Armenia e l'Impero bizantino, il califfo abbaside Hārūn al-Rashīd nominò Ashot išxanac išxan, cioè principe dei principi d'Armenia.
Il suo governo portò profitto all'Armenia, in quanto fu in grado di pacificare le famiglie nobili e di concludere un'alleanza con il casato degli Ardzruni, divenuti rivali.
Morì nell'826.

## Famiglia
Da una sposa non nota Ashot ebbe:
- Bagrat II, principe del Taron, poi principe dei principi d'Armenia;
- Smbat VIII, sparapet d'Armenia;
- Hripsime, sposata con Hamazasp II Ardzruni, principe di Vaspurakan.